# MLC Fakulteta za management in pravo Ljubljana
MLC Fakulteta za management in pravo Ljubljana je zasebna fakulteta v Ljubljani, ki poučuje menedžment in poslovno pravo. Njen sedež je skupaj z Območno obrtno zbornico Ljubljana Vič na Tržaški cesti. 
Prva generacija študentov se je vpisala leta 2014. Ciljna skupina so študentje, ki že imajo izkušnje s podjetništvom, zato izvajanje programov prilagajajo delovnim obveznostim.